# Blitum petiolare
Blitum petiolare är en amarantväxtart som beskrevs av Heinrich Friedrich Link. Blitum petiolare ingår i släktet Blitum och familjen amarantväxter. Inga underarter finns listade i Catalogue of Life.